# Stangenhagen

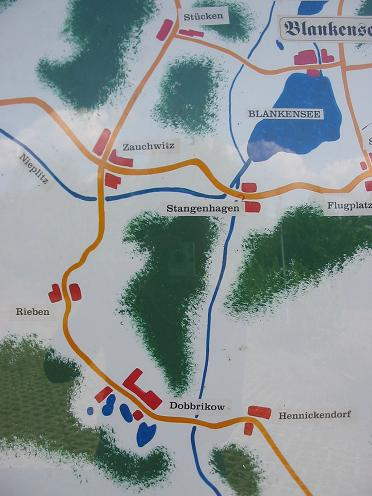
Karte Stangenhagen am Blankensee

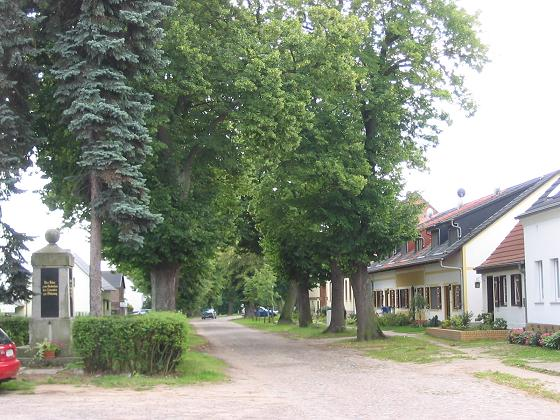
Dorfstraße

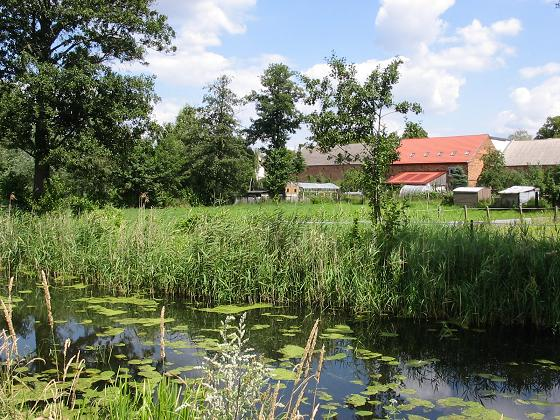
Pfefferfließ und Stangenhagen

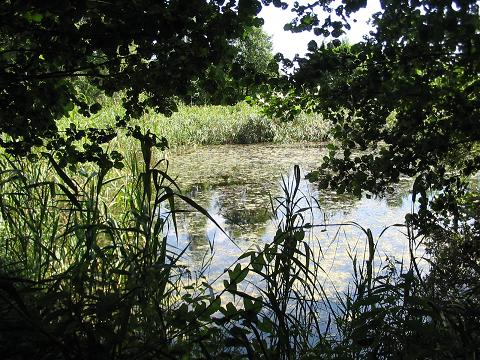
Auch heute noch fast undurchdringlich: Sumpfgebiet Stangenhagen/Blankensee

Stangenhagen ist ein Ortsteil der Stadt Trebbin im Landkreis Teltow-Fläming in Brandenburg (Deutschland). Der Ort hat 210 Einwohner auf einer Fläche von 9,2 km² und liegt an der Bundesstraße 246 zwischen Beelitz und Trebbin. Bis zur Brandenburgischen Kommunalwahl am 27. September 1998 war Stangenhagen eine selbständige Gemeinde. Benachbarte Dörfer sind Blankensee, Schönhagen, Ahrensdorf, Hennickendorf, Rieben, Zauchwitz und Körzin.
Stangenhagen bildete ehemals eine sächsische Enklave mitten in Preußen, seine Einwohner zählten zu den Musspreußen. Aufgrund der zentralen Lage im Naturpark Nuthe-Nieplitz ist Stangenhagen auf Grundlage einer lokalen Nachhaltigkeitsstrategie in seiner Dorfentwicklung auf einen behutsamen Tourismus ausgerichtet.

## Geschichte

### Besitz des Klosters Lehnin
Funde im Dorfkern Stangenhagens lassen auf eine frühe Besiedlung schließen, die bis in die Jungsteinzeit zurückreicht. Weitere frühe Siedlungsspuren stammen aus der Bronzezeit. Als im Zuge der Völkerwanderung im 4. und 5. Jahrhundert die ansässigen Germanen die Gebiete verließen, rückten im 7. Jahrhundert Slawen nach. Sehr wahrscheinlich bestand im heutigen Stangenhagen eine Slawenburg. Um diese Burg mit den Burgen Trebbin und Beelitz zu verbinden, durchschnitten die Slawen mit einem breiten Damm das seinerzeit unwegsame Sumpfgelände. Die Slawenherrschaft in der Region endete mit der Gründung der Mark Brandenburg durch Albrecht den Bären im Jahr 1157.
Das Gebiet von Stangenhagen wurde 1216 erstmals erwähnt. 1318 schenkte ein Lehnsmann des Vogtes Arnold von Trebbin, der Ritter Ludolf, das Dorf dem Zisterzienserkloster Lehnin. Das Kloster Lehnin und auch das Kloster Zinna besaßen im Süden des später von Fontane so genannten Thümenschen Winkels verschiedene weitere Ländereien, die mit rund 40 km verhältnismäßig weit von den Klöstern entfernt lagen und einen Hinweis darauf geben, welch großen Einfluss diese Klöster ausübten. Durch eine Heirat fiel Stangenhagen wie auch das benachbarte Blankensee im Jahr 1332 an Sachsen.

### Stangenhagen und das Geschlecht derer von Thümen
Geographisch meinte Fontane mit dem „Thümenschen Winkel“ das Gebiet im Dreieck zwischen den Flüssen Nuthe und Nieplitz mit dem Dorf Gröben an der nördlichen Dreiecksspitze und einer Linie Stangenhagen–Trebbin als südliche Begrenzung, die heute dem Verlauf der Bundesstraße 246 in dem Gebiet entspricht. Im Mittelpunkt des so gebildeten Dreiecks befinden sich die 93 Meter hohen Glauer Berge. Mit seiner Nordspitze Gröben liegt das Gebiet rund zehn Kilometer südlich Berlins. Namensgeber des „Winkels“ war das Geschlecht derer von Thümen.

Wappenbild D.V. Thümen, 1663

Im Beelitzer Kirchenbuch wird bereits für das Jahr 1281 ein Herr von Thümen als Trauzeuge genannt, doch erst 1446 begann die große Zeit des Thümenschen Geschlechts in dieser Region der Mark, als der kurfürstlich brandenburgische Rat Hans von Thümen mit Stangenhagen, Schönhagen und Blankensee belehnt wurde. Die Thümens beherrschten dann für Jahrhunderte den „Winkel“. Um das Wirken derer von Thümen in ihrem Lehensbereich ranken sich verschiedene Geschichten und Legenden. Gesichert ist beispielsweise, dass ein Thümener am 18. April 1539 zu zehn Teltower Rittern gehörte, die sich schon vor der „offiziellen“ Einführung in der Mark zur lutherischen Reformation bekannten. Zwanzig Jahre später wurde 1559 in Stangenhagen eine erste protestantische Kirche in Fachwerk errichtet.
Infolge des Dreißigjährigen Kriegs und der 1639 wütenden Pest war das Dorf entvölkert, wurde aber ab 1640 wieder besiedelt. 1727 wurde eine neue Kirche errichtet und spätestens ab diesem Zeitpunkt verfügte das Dorf auch über ein Schulhaus. Aus der Zeit um 1740 stammt das einzige noch erhaltene, mittlerweile teilweise verfallene Fachwerkhaus des Dorfs.
Obwohl noch Ende des 19. Jahrhunderts im Deutschen Millionär-Adressbuch erwähnt, kam die Gutsherrschaft doch stufenweise immer mehr in wirtschaftliche Probleme. 1902 verkaufte dann Viktor von Thümen (1842–1929) die letzten Besitzungen in Stangenhagen – wie auch das Schloss Blankensee – aus finanzieller Not, gesamt 2775 ha Land. Das einst am Ende des Dorfangers stehende Stangenhagener Schloss der Familie wurde nach 1945 abgerissen.
Während Fontane die Residenz des Geschlechts in Blankensee sah, am gleichnamigen See und Stangenhagen gegenüber gelegen, leiteten Christa und Johannes Jankowiak aus dem Familienwappen ab, dass die von Thümens ursprünglich eher von Stangenhagen aus herrschten. Denn das Wappen zeige „einen schrägen, mit einem Balken belegten Palisadenzaun, …“. Die einzige Burganlage aber, die durch einen Palisadenzaun geschützt wurde, habe in Stangenhagen gestanden – daher auch der Namensbestandteil Stangen im Ortsnamen Stangenhagen, wobei der Bestandteil hagen für gehegt, geschützt steht.
Einer anderen Herleitung zufolge wurde der slawische Name Körzin, „Ort wo Baumstümpfe, Stöcke sind“, als Stangenhagen und Stücken übersetzt – die drei Dörfer sind benachbart.

### Sachsen mitten in Preußen
Der Text einer an der Südwand der Dorfkirche eingelassenen Steinplatte aus dem Jahr 1727 bezeichnet Christian Wilhelm von Thümen als „Bestalten Hauptmann … Sr. Königl. Mayst. in Pohlen und Churfl. Durchl. zu Sachßen“, also von August dem Starken, für die Dörfer Blankensee, Stangenhagen, Schönhagen, Gräfendorf, Ketzin, Glau, Miethgen-, Ahrens- und Löwendorff. Das Land war sächsisch – mitten in Preußen und in der Mark Brandenburg. Da die Thümens auch „preußisches“ Land besaßen, dienten sie gewissermaßen zwei Herren, was nicht frei von Verwicklungen blieb, zum Beispiel bei Desertionen vom einen ins andre Land. „Das war denn, wie sich denken läßt“, schreibt Theodor Fontane, „in den Tagen Friedrich Wilhelm I. eine Sache von «Importance» [Importance = Wichtigkeit] jeder Deserteur wußte davon, und so unbequem der Thümensche Winkel für den König lag, so bequem lag er für den Flüchtling.“
Während des Napoleonischen Feldzugs gegen Preußen im Vierten Koalitionskrieg 1806 bis 1807 wurde auch Stangenhagen von den Franzosen besetzt. Als sächsische Enklave und somit auf der Seite Napoleons stehend musste es allerdings nicht unter der Besatzung leiden.
Erst nach der Niederlage Napoleons und dem folgenden Wiener Kongress, der 1815 zu Ende ging und die Grenzziehungen neu regelte, kam das „sächsische Thümenland“ – gegen den Willen der Bevölkerung – zu Preußen und gehörte ab 1818 zum Landkreis Jüterbog-Luckenwalde. Die Bevölkerung, bezeichnet auch als Neupreußen oder Musspreußen, wehrte sich mit passivem Widerstand, indem beispielsweise für einige Zeit kein preußisches Geld akzeptiert wurde. Zudem kursierten Flugblätter, die Napoleon herbeiwünschten, auf dass er erneut an der Seite Sachsens den Kampf gegen den „schwarzen preußischen Vogel“ aufnähme:
Warte, schwarzer Vogel, warte, bald kommt wieder Bonaparte.

Was Du hast gestohlen, wird er uns dann wiederholen.
Im Jahr 1885 wurde Stangenhagen zur Hälfte durch ein Feuer vernichtet.

### Wirtschaft und heutige Entwicklung
Im Mittelalter errang zeitweilig eine Brauerei einige Bedeutung. Zwischen dem 18. und dem 20. Jahrhundert besaß das Dorf eine Wassermühle, eine Windmühle und eine Ziegelei. Ansonsten wurde das wirtschaftliche Leben im Dorf von der Fischerei, der Landwirtschaft und Viehzucht bestimmt, insbesondere auch von der Thümenschen Schweinezucht. Am Durchgang zum Pfefferfließ verfällt zurzeit das große alte Fachwerkhaus des letzten Thümenschen Schweinemeisters, der noch zum Ende des 19. Jahrhunderts hier gewohnt hatte.
Die Deutsche Ansiedlungsbank überließ einen Teil des Landes, das sie Viktor von Thümen 1902 zusammen mit dem Schloss abgekauft hatte, Bauern und ehemaligen Gutsarbeitern. 1919 wurde eine Stromversorgungsgenossenschaft für das Dorf ins Leben gerufen, 1922 gründeten die Bewohner eine Freiwillige Feuerwehr in Stangenhagen.
Das heutige Dorf besteht überwiegend aus kleineren Siedlungshäusern aus der Zeit nach 1945, die für Neubauern und rund 60 Flüchtlinge, die in einem Treck gekommen waren, errichtet wurden. „Das enteignete Gut in Stangenhagen wurde aufgeteilt, das Gutshaus abgerissen und das dadurch gewonnene Material für die Häuser der Neubauern verwendet“, berichten Christa und Johannes Jankowiak.
In der Zeit der Deutschen Demokratischen Republik stand die Landwirtschaft im Zentrum des wirtschaftlichen Lebens des Dorfes. 1959 wurde die erste Landwirtschaftliche Produktionsgenossenschaft in Stangenhagen gegründet und das Dorf wurde als erstes im Landkreis Luckenwalde vollgenossenschaftlich organisiert. Zwischen 1967 und 1991 wurde die Landwirtschaft des Dorfes durch die Entwässerungsarbeit eines Schöpfwerkes intensiv gefördert.
Nach dem Abschalten des Schöpfwerks wurden viele Ackerflächen seit 1991 wieder überschwemmt, was das Dorf zum Umdenken zwang. Zu Beginn des 21. Jahrhunderts setzte die Gemeinde einen neuen wirtschaftlichen Schwerpunkt im naturnahen Tourismus, der die Überschwemmungen und die Renaturierung positiv nutzen soll. Inwieweit dieser Wandel Effekte zeigt, ist nicht bekannt – die Bevölkerungszahl stagniert seit einigen Jahren.

## Renaturierung und Vogelparadies

### Schöpfwerk und neue Moorbildung
Als 1967 das Schöpfwerk in Stangenhagen seine Arbeit aufnahm, wurde in rund 25 Jahren das über Jahrhunderte gewachsene Moor zerstört. Das Moor hatte seinen Ursprung in den Niederungen und ausgedehnten Wasserflächen, die sich zwischen Pfefferfließ und Blankensee mit dem Schmelzen der letzten Eiszeitgletscher gebildet hatten. Elsbrüche, die heute noch in Resten vorhanden sind, und Schilf führten zu dicken Ablagerungen und ließen das Moor jährlich um rund 1 Millimeter wachsen. Mit der Entwässerung sackte der Torfboden bis 1981 bereits um rund 32 Zentimeter ab und bis 1991 hatte das Niedermoor stellenweise bis zu einem Meter an Höhe verloren.
Nach dem Abschalten des Schöpfwerks 1991 überschwemmte das Wasser sehr schnell Wiesen und Weiden und es bildeten sich zwischen Stangenhagen und dem Riebener See neue kleinere Flachwasserseen wie zum Beispiel der Schwanensee. In kleinen Schritten kehrt das Moor zurück. Eine parallele Renaturierung findet im Vogelschutzgebiet Rietzer See bei Netzen, Gemeinde Kloster Lehnin statt.
Damit entsteht in dem von großer Artenvielfalt geprägten Naturpark Nuthe-Nieplitz eine weitere Sehenswürdigkeit, die die Gemeinde behutsam touristisch zu nutzen versucht.

### Vogelbeobachtungsturm und Rundweg
Das geschützte, wasserreiche Gebiet hat verschiedenste Tierarten, insbesondere seltenere Vogelarten wieder heimisch werden lassen. Für Vogelkundler und Naturliebhaber errichtete die Gemeinde am Rande des Überschwemmungsgebietes neben dem unteren Pfefferfließ einen Vogelbeobachtungsturm. Ein Teil des jungen Sumpfes kann auf einem rund fünfzig Meter langen Bohlenweg überquert werden, der wie der Beobachtungsturm Teil eines etwa einstündigen Rundweges ist. Der Weg führt am Fachwerkhaus des letzten Thümenschen Schweinemeisters vorbei und bietet Ein- und Ausblicke in das Biotop Hecke, auf im Röhricht versteckt lebende Tiere sowie das Pfefferfließ, die Elsbruchreste und die charakteristischen Pappelreihen des niederen Fläming entlang der Nieplitz.

Ausblicke vom Vogelbeobachtungsturm auf Pfefferfließ (rechts) und neue Seen
Weitere Bilder sowie Auszüge aus der Verordnung des erst seit 2003 bestehenden Naturschutzgebietes Oberes Pfefferfließ siehe bei Pfefferfließ.

### Flora und Fauna
In der Umgebung von Stangenhagen leben die Wasser- und Watvögel Kormoran und Kiebitz, die Greifvögel Rotmilan und Seeadler sowie die Singvögel Schwarzspecht und Zaunkönig. Auch die in ganz Deutschland streng geschützte Rotbauchunke ist hier anzutreffen.
Auf Wiesen und Weiden innerhalb des Gebiets rasten im Herbst und Frühjahr durchziehende Kraniche und Graugänse. Im gesamten Naturpark sind Weißstörche und Graureiher sowie Sumpf-Schwertlilien und Schwanenblumen anzutreffen.

## Entwicklungskonzept: Noch ein See

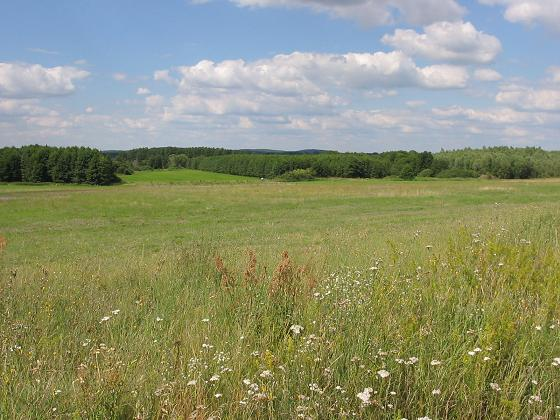
Pfefferfließ-/Nieplitztal zwischen Stangenhagen und dem Blankensee

Das Entwicklungskonzept der Gemeinde aus dem Jahr 2003 sieht unter anderem eine Verkehrsberuhigung mit dem Bau einer Umgehungsstraße, die Angergestaltung und ein Fußwegenetz vor. Wie an der Gemeindetafel zu lesen ist, betrachtet ein weiterführendes Konzept „Stangenhagen als einen Erholungsstandort mit behutsamer Erschließung der naturnahen und geschützten Umgebung.“ Mittelpunkt dieses Vorhabens ist ein neuer See, der zukünftige Stangenhagener See mit aufgeschüttetem Sandstrand und Badestelle. Laut Schaubild wird zu diesem Zweck voraussichtlich das Pfefferfließ unterhalb der jetzigen Durchgangsstraße in östliche Richtung bis zur Nieplitz aufgestaut. Damit würde das Pfefferfließ nicht mehr unmittelbar vor dem Blankensee in die Nieplitz münden, sondern bereits im neu geschaffenen Stangenhagener See.

## Sehenswürdigkeiten
- Die Dorfkirche Stangenhagen ist eine Saalkirche aus dem Jahr 1727 mit einer Patronatsloge derer von Thümen. Neben einem hölzernen Kanzelaltar gehören zur Kirchenausstattung drei Gemälde aus dem Ende des 16./17. Jahrhunderts, die Szenen aus dem Neuen Testament zeigen.
- Durch den Ort führt der Wanderweg Rund um den Blankensee: Der rund 16,5 km lange Wanderweg ist Teil des FlämingWalks und erschließt im Naturpark Nuthe-Nieplitz beiden Ortsteile Blankensee und Stangenhagen der Stadt Trebbin, den Ortsteil Stücken der Gemeinde Michendorf sowie den Gemeindeteil Körzin im Ortsteil Zauchwitz der Stadt Beelitz. Er führt damit sowohl durch den Landkreis Teltow-Fläming wie auch durch den Landkreis Potsdam-Mittelmark.